# Albrecht Gustav von Manstein
Albert Ehrenreich Gustav von Manstein hoặc Albert Gustav von Manstein (24 tháng 8 năm 1805 – 11 tháng 5 năm 1877) là một tướng lĩnh quân đội Phổ, đã có nhiều đóng góp đến việc thành lập Đế quốc Đức năm 1871.. Ông đã làm tới cấp bậc cao nhất là Thượng tướng Bộ binh (General der Infanterie). Ông đã phục vụ trong cuộc Chiến tranh Áo-Phổ và Chiến tranh Pháp-Đức, và là ông nội nuôi của nhà chiến lược Erich von Manstein của Đức Quốc xã trong Thế chiến thứ hai.
Năm 1822, Manstein gia nhập Trung đoàn Bộ binh số 3. Vào năm 1841, ông được thăng cấp thiếu úy và ông trở thành một sĩ quan phụ tá trong bộ tham mưu của Quân đoàn I. Đến năm 1864, ông được phong quân hàm Trung tướng (Generalleutnant) và được trao quyền tư lệnh Sư đoàn Bộ binh số 6, đơn vị mà ông đã chỉ huy huy trong các trận đánh tại Dybbøl và đảo Als trong Chiến tranh Schleswig lần thứ hai. Trong cuộc Chiến tranh Áo-Phổ năm 1866, ông đã chỉ huy lực lượng trừ bị của Tập đoàn quân số 1, và cùng với quân lính dưới quyền mình tham gia trong trận Königgrätz ngày 3 tháng 7. Công trạng của ông trong trận chiến này đã khiến cho ông được khen tặng Huân chương Thập tự Xanh, phần thưởng quân sự cao quý nhất của Phổ.
Vào năm 1867, Manstein được trao quyền chỉ huy Quân đoàn IV và được thăng cấp Thượng tướng Bộ binh vào năm 1868. Vào tháng 8 năm 1870, sau khi cuộc Chiến tranh Pháp-Đức bùng nổ, Quân đoàn IX đã trở thành một phần thuộc Tập đoàn quân số 2 dưới quyền chỉ huy của Hoàng thân Friedrich Karl. Manstein và Quân đoàn XI dưới sự chỉ đạo của ông đã thể hiện năng lực của mình trong trận chiến khốc liệt ở Gravelotte ngày 18 tháng 8. Sau khi Đế chế thứ hai của Pháp sụp đổ, Manstein chỉ huy quân đoàn chiến đấu trong các chiến dịch quân sự tại Orléans và Le Mans trên thung lũng sông Loire. Nhờ những cống hiến của mình trong cuộc chiến tranh này, ông đã được ban thưởng 100.000 thaler. Ông đã giã từ quân ngũ vào năm 1873.